# Óscar Carmelo Sánchez
Óscar Carmelo Sánchez (Cochabamba, 16 luglio 1971 – La Paz, 23 novembre 2007) è stato un calciatore e allenatore di calcio boliviano, di ruolo libero.

## Carriera

### Club
Uscito dalle giovanili dell'Aurora, Sánchez debutta con la squadra del The Strongest, guadagnandosi il posto nella nazionale di Stati Uniti 1994, prima di trasferirsi in Argentina, al Gimnasia (J), dove gioca 62 partite segnando 13 volte. Nel 1998 firma per l'Independiente, e, seppur trovando poco spazio, riesce anche a segnare. Nel 2000 torna al The Strongest, trasferendosi al Club Bolívar per giocarvi fino al 2007, anno in cui gli viene trovato un cancro al rene.

### Nazionale
Ha fatto parte della rosa della nazionale di calcio boliviana che ha partecipato a Stati Uniti 1994, e alla nazionale che nel 1997 guadagna la finale della Copa América 1997, perdendo contro il Brasile.

### Allenatore
A causa del tumore Sánchez aveva dovuto abbandonare la carriera agonistica, ma nel 2007 gli viene assegnato l'incarico di guidare il The Strongest. Dopo una serie di buoni risultati, viene costretto dal suo stato di salute ad abbandonare anche quel posto. La malattia peggiora fino a portarlo alla morte il 23 novembre 2007.